# Chalara acuaria
Chalara acuaria är en svampart som beskrevs av Cooke & Ellis 1878. Chalara acuaria ingår i släktet Chalara, divisionen sporsäcksvampar och riket svampar.   Inga underarter finns listade i Catalogue of Life.